# Myrick (Oregon)
Myrick (korábban Warren) az Amerikai Egyesült Államok Oregon államának Umatilla megyéjében, az Oregon Route 334 közelében elhelyezkedő önkormányzat nélküli település.

## Története
Egykor érintette a Burlington Northern Railroad vasútvonala. A Columbia megyei Warrennel való összetéveszthetőség miatt felvette a Missouriból érkező Samuel Jackson Myrick nevét. Az 1902 és 1908 között működő posta első vezetője John Myrick volt.
A Myrick család tagjai sikeres gazdálkodók lettek.

## Fordítás
- Ez a szócikk részben vagy egészben  a   Myrick, Oregon című angol Wikipédia-szócikk ezen változatának fordításán alapul.  Az eredeti cikk szerkesztőit annak laptörténete sorolja fel. Ez a jelzés csupán a megfogalmazás eredetét és a szerzői jogokat jelzi, nem szolgál a cikkben szereplő információk forrásmegjelöléseként.